# (10934) Pauldelvaux
Pour les articles homonymes, voir Delvaux.
(10934) Pauldelvaux est un astéroïde de la ceinture principale découvert le 27 février 1998 à l'observatoire européen austral par l'astronome belge Éric Elst. Sa désignation provisoire était 1998 DN34.
Il porte le nom du peintre belge Paul Delvaux.